# Thyonella gemmata
Thyonella gemmata är en sjögurkeart som först beskrevs av Pourtalès 1851.  Thyonella gemmata ingår i släktet Thyonella och familjen korvsjögurkor. Inga underarter finns listade i Catalogue of Life.